# Universitat Internacional Menéndez Pelayo
La Universitat Internacional Menéndez Pelayo (UIMP) és una universitat pública espanyola amb domicili social a Madrid i principal seu històrica a Santander. Disposa d'altres seus a València, Barcelona, Cartagena, Conca, la Fundació Luis Seoane (La Corunya), Granada, el campus d'Osca de la Universitat de Saragossa, Sevilla, Tenerife, La Línia de la Concepció i la Fundació per a la Recerca de l'Audiovisual (FIA), València.
Es tracta d'un Organisme Autònom del Ministeri d'Educació i Ciència que, segons els seus estatuts, es defineix com un «centre universitari d'alta cultura». El seu nom ret homenatge a Marcelino Menéndez Pelayo. És la institució pionera i degana a Espanya en cursos d'estiu i cursos de llengua i cultura espanyola per a estrangers.
En l'actualitat, a les seves activitats acadèmiques tradicionals que tenen lloc a Santander (Cantàbria), la UIMP incorpora una oferta acadèmica que inclou l'organització i desenvolupament d'ensenyament oficial de postgrau, homologada dins de l'Espai Europeu d'Ensenyament Superior. La UIMP imparteix màsters en diverses àrees de coneixement.

## Rectors
- Ramón Menéndez Pidal: 1933-1934
- Blas Cabrera Felipe: 1934-1936
- Ciriaco Pérez-Bustamante de la Vega: 1947-1968
- Florentino Pérez Embid: 1968-1974
- Francisco Ynduráin Hernández: 1974-1980
- Raúl Morodo Leoncio: 1980-1983
- Santiago Roldán López: 1983-1989
- Ernest Lluch: 1989-1995
- José Luis García Delgado: 1995-2005
- Luciano Parejo Alfonso: 2005-2006
- Salvador Ordóñez: 2006-2013
- César Nombela Cano: 2013-2017
- Emilio Lora-Tamayo: 2017- 2018
- María Luz Morán Calvo-Sotelo: 2018-2021
- Carlos Andradas: 2021-avui